# Кара-Кабак
Кара-Кабак (кирг. Кара-Кабак) — село в Чон-Алайском районе Ошской области Кыргызстана. Входит в состав Кашка-Сууского айылного аймака.

## География
Село расположено в юго-западной части области, в высокогорной зоне, на правом берегу реки Кызылсу, на расстоянии приблизительно 43 километров (по прямой) к востоко-северо-востоку от села Дараут-Курган, административного центра района. Абсолютная высота — 2853 метра над уровнем моря.

## Население
Согласно оценочным данным Национального статистического комитета Кыргызской Республики, численность населения села на начало 2023 года составляла 844 человека.
| год     | 2009 | 2014 | 2015 | 2020 | 2021 | 2023 |
| ------- | ---- | ---- | ---- | ---- | ---- | ---- |
| человек | 622  | 754  | 699  | 772  | 795  | 844  |